# Ramón Torrado
Ramón Torrado (La Coruña, 5 aprile 1905 – Madrid, gennaio 1990) è stato un regista e sceneggiatore spagnolo. 
Ha diretto 50 film tra il 1942 e il 1978.
Insieme al fratello Adolfo Torrado, hanno lavorato in Suevia Films, e ha diretto Botón de ancla (1948), con un buon successo e più volte adattato, El famoso Carballeira, Polizón a bordo (1941), Mar abierto (1946) e Sabela di Cambados (1948).
Collaborò con la ballerina Lola Flores nei film Estrella de Sierra Morena (1952), e María de la O (1959), che è stato adattato nella versione del 1936 da Francisco Elías Riquelme e Carmen Amaya, Julio Peña, Antonio Moreno e Shepherdess Empire erano i personaggi principali. Ha diretto Mi canción es para ti (1965), con Manolo Escobar, Ángel de Andrés, María Martín, Alejandra Nilo, María Isbert e Rafaela Aparicio. Ha diretto altri film musicali con Manolo Escobar come Un beso en el puerto (1966) e El padre Manolo (1967).
Ha diretto film Spaghetti Western come Cavalry Charge (1964).

## Filmografia
- Campeones (1942)
- El hombre de los muñecos (1943)
- El rey de las finanzas (1944)
- Castañuela (1945)
- Botón de ancla (1948)
- Rumbo (1949)
- La niña de la venta (1951)
- La trinca del aire (1951)
- La estrella de Sierra Morena (1952)
- ¡Ché, qué loco! (1952)
- Nadie lo sabrá (1953)
- Malvaloca (1954)
- Amor sobre ruedas (1954)
- Las lavanderas de Portugal (1957)
- Héroes del aire (1958)
- María de la O (1958)
- Un paso al frente (1960)
- Fray Escoba (1961)
- Ella y los veteranos (1961)
- Cristo negro (1962)
- Vento infuocato del Texas (Bienvenido, padre Murray) (1963)
- Watabanga! (La carga de la policía montada) (1964)
- Relevo para un pistolero (1964)
- Se sparo... ti uccido (Los cuatreros) (1964)
- Mi canción es para ti (1965)
- Un beso en el puerto (1965)
- El padre Manolo (1966)
- Con ella llegó el amor (1969)
- Amor a todo gas (1969)
- La montaña rebelde (1971)
- En un mundo nuevo (1972)
- Los caballeros del botón de ancla (1973)
- Guerreras verdes (1976)